# Prljavi Harry
Prljavi Harry (eng. Dirty Harry) je američki kriminalistički triler redatelja i producenta Dona Siegela snimljen 1971.g.  Clint Eastwood pojavljuje se u glavnoj ulozi kao inspektor policijske uprave u San Franciscu (SFPD) Harry Callahan ili Prljavi Harry. Film je postigao kritički i tržišni uspjeh te potaknuo razvoj podžanra policijskih filmova. 
Prvi je film u istoimenu nizu od pet filmova snimljenih između 1971. i 1988. od kojih je Eastwood režirao samo Iznenadni udar iz 1983. 

## Produkcija
Harryjev lik je navodno temeljen prema stvarnom SFPD inspektoru po imenu Dave Toschi, koji je bio jedan od glavnih istražitelja u slučaju Zodiac. Prethodno je 1968.g. Steve McQueen u filmu Bullitt kopirao njegov jedinstveni način nošenja pištolja koji je omogućavao brzo izvlačenje oružja iz futrole pod pazuhom. Scenarist John Milius navodi utjecaj još jednog stvarnog policajca kojeg je poznavao: "...s kriminalcima se odnosio 'po kratkom postupku', ali je bio iznimno nježan prema životinjama..."  
Iako nije bio prvi izbor za ulogu, prema vlastitim riječima, Eastwood ju je prihvatio jer lik kojeg tumači iskazuje opsesivnu brigu za prava žrtava ekstremnog nasilja, koja su po njemu, bila zasjenjena političkom atmosferom toga doba. Motiv filma o policajcu koji više brine o pravdi nego o pravilima posljedično je inspirirao mnoga filmska ostvarenja.  
Rečenica "Moj Bože, to je jedan veliki" koju spontano izgovara Škorpion kad Callahan skloni svoj pištolj, uzrokuje prasak smijeha cijele filmske ekipe zbog dvosmislenosti, scena se ponavlja, ali rečenica ostaje.
Završna scena u kojoj Callahan baca svoju policijsku značku u vodu, zgađen birokracijom i policijskom neučinkovitišću je homage sličnoj sceni snimljenoj 1952. u westernu Točno u podne.

## Radnja
Sadistički serijski ubojica koji sebe naziva "Škorpion" (Andy Robinson), lovačkim snajperom ubija mladu ženu pri skoku u bazen u San Franciscu s nebodera 555 California Street. Inspektor Harry Callahan kojem je dodijeljen taj slučaj, na svoj način istražuje ubojstvo, te dobiva poruku da će sljedeća žrtva biti "katolički svećenik ili crnja".
Usputno, tokom "gableca", Callahan samo uz pomoć svog .44 Magnuma sprečava pljačku obližnje banke, te na kraju scene prilazi s uperenim revolverom i izaziva ranjenog pljačkaša koji leži uz napunjeni 12mm shotgun: 
 "Znam što misliš; da li je ispalio svih šest metaka ili samo pet...Iskreno rečeno, zbog cijele ove gužve ne znam ni sam...Ostaje da sam sebe zapitaš 'Imam li sreće?'...Dakle, imaš li je, smradu?!" 

Pljačkaš odustaje i predaje se ne znajući da je Callahanov revolver bio prazan.
S jednog od krovova "Škorpion" snajperom ubija mladog Crnca i policija je uvjerena da je sljedeća žrtva katolički svećenik. Ali ubojica otme, siluje i u sanduku živu zakopa jednu mladu tinejdžericu, tražeći od gradskih vlasti dvostruko veći iznos prije nego ona ostane bez zraka. Callahan je zadužen za isporuku otkupnine, a ucjenjivač ga tempiranim telefonskim pozivima planski vodi od jedne do druge javne telefonske govornice. Susreću se na vrhu brda ispod ogromnog kamenog križa gdje "Škorpion" brutalno pretuče Callahana, ali ga on uspije raniti ubodom noža u bedro. Callahana spašava njegov partner, ubojica uspijeva šepajući pobjeći bez novca, ali bez da je otkrio lokaciju zakopane djevojke. 
Liječnik koji je zbrinuo Škorpionovu ranu otkriva Callahanu da je tog tipa znao viđati na jednom od gradskih stadiona Kezar stadionu. Detektivi shvate da je ubojica domar na tom stadionu i da im ističe vrijeme da spase djevojku, te provaljuju u njegovu prostoriju bez sudskog naloga za pretres. "Škorpion" bježi preko travnatog igrališta, ali ga Callahan sustiže i puca u njegovu već ranjenu nogu. Pokušava saznati mjesto na kojem je djevojka zakopana, a kad ubojica to odbije i zatraži odvjetnika, Harry ga muči gazeći njegovu ranu na nozi. "Škorpion" popušta i priznaje, ali policija može samo ekshumirati mrtvo tijelo djevojke.
Budući da je Callahan bez sudskog naloga upao u Škorpionov "dom" i bespravno zaplijenio njegovu pušku, okružni tužitelj donosi birokratsku odluku da protiv ubojice zbog tih "propusta" ne može biti podignuta optužnica. Bijesni i ogorčeni Callahan počinje pratiti "Škorpiona" u svoje slobodno vrijeme i o svom trošku. Ovaj unajmljuje lokalnog razbojnika i razbijača da ga okrutno, ali kontrolirano pretuče, te za to okrivljuje Callahana kojem je naređeno da prestane s praćenjem, usprkos njegovim protestima i tvrdnji da "...nema ništa s tim premlaćivanjem (nažalost)...".
Nakon nekog vremena "Škorpion" otme školski autobus pun djece i ponovno ucijeni gradske vlasti da mu plate otkupninu i osiguraju zrakoplov za bijeg iz grada. Gradonačelnik ponovo pristaje, ali Callahan bez službenog odobrenja skače s jednog željezničkog nadvožnjaka na krov autobusa i uspijeva natjerati ubojicu na bijeg u obližnji kamenolom. Slijedi međusobna razmjena vatre u kojoj se "Škorpion" povlači sve dok slučajno na obali jezera ne naiđe na jednog dječaka kojeg uzima kao taoca. 
Inspektor ranjava ubojicu u ruku i dječak bježi. Callahan prilazi "Škorpionu" i ponavlja svoj monolog "Imaš li sreće, smradu?". Ovaj nakon kraćeg razmišljanja poseže za svojim pištoljem manijakalno se smijući. Callahan ga pogađa metkom u prsa i odbacuje ga u jezero. Dok gleda tijelo ubojice kako pluta, vadi svoju policijsku značku, bijesno je baca u vodu i odlazi.

## Utjecaj
Eastwoodov prikaz ciničnog, nekonvencionalnog i uvredljivo iskrenog detektiva u stalnom sukobu s nesposobnim šefovima i gradskom birokracijom pobudio je simpatije američke i svjetske javnosti frustrirane rastućim urbanim nasiljem. Film je izazvao brojne kontroverze na temu moralne ispravnosti i policijske brutalnosti.
Film je popularizirao i čuveni Smith & Wesson Model 29 revolver duge cijevi, sa snažnim .44 Magnum mecima (aproksimativno 10,9 mm u promjeru).

## Vanjske poveznice
- Prljavi Harry u internetskoj bazi filmova IMDb-a